# ズヴォニミール・ヴキッチ
ズヴォニミル・ヴキッチ（Zvonimir Vukić、1979年7月19日 - ）は、ユーゴスラビア（現・セルビア）出身の元サッカー選手。ポジションはMF。

## 経歴
1997年にプロレテル・ズレニャニンでプロキャリアをスタート。翌シーズン、スペインのアトレティコ・マドリードへ移籍するが、主にBチームでの出場となり、Aチームでの出場は無かった。2000年から、パルチザン・ベオグラードへ移籍し、頭角を現す。3シーズンで合計86試合に出場し、45得点を記録。2003年夏からは、ウクライナのシャフタール・ドネツクへ移籍。2シーズン在籍した後の2005年8月、イングランドのポーツマスへレンタル移籍。しかし出番には恵まれず、2006年1月にはパルチザン・ベオグラードへレンタル移籍を果たした。2006-2007シーズンからはシャフタール・ドネツクへレンタルバック。2007-2008シーズンまで在籍し、合計73試合に出場、12得点を挙げた。2008年夏からFCモスクワへ移籍。
セルビア・モンテネグロ代表として、2003年2月のアゼルバイジャン戦で代表初キャップを記録している。2006 FIFAワールドカップ・ヨーロッパ予選では、予選8試合に出場し4得点を挙げ、グループ1位での本選出場の原動力となった。しかし、2006 FIFAワールドカップ本選では、グループリーグ1試合のみの交代出場に終わり、チームはグループリーグでの敗退となってしまった。以後、代表への選出はされていない。

## 代表歴

### 出場大会
- セルビア・モンテネグロ代表
  - 2006 FIFAワールドカップ

### 試合数
- 国際Aマッチ 26試合 6得点（2003年-2006年）[1]

| セルビア・モンテネグロ代表 | 国際Aマッチ | 国際Aマッチ |
| 年                         | 出場        | 得点        |
| -------------------------- | ----------- | ----------- |
| 2003                       | 8           | 2           |
| 2004                       | 7           | 3           |
| 2005                       | 10          | 4           |
| 2006                       | 1           | 0           |
| 通算                       | 26          | 6           |